# Дубинин, Михаил Валентинович
Михаи́л Валенти́нович Дуби́нин (род. 5 мая 1958, Москва) — советский и российский футболист, нападающий.

## Карьера
Воспитанник ДЮСШ ЦСКА Москва. За свою карьеру выступал в советских и российских командах ЦСКА, СКА (Ростов-на-Дону), «Спартак» (Москва) и «Металлург» (Алдан). По завершении карьеры игрока в большой футбол, играл за несколько мини-футбольных клубов России. В сезоне 1992/1993 в команде «Минкас» (Москва), а в сезоне 1994/1995 за «Торпедо» (Москва) и КСМ-24 (Москва).